# Anthoshorea bracteolata
Espèce
Classification phylogénétique
Statut de conservation UICN

 EN A1cd+2cd : En danger
Anthoshorea bracteolata est une espèce de plantes à fleurs de la famille des Dipterocarpaceae. C'est un arbre tropical originaire d'Asie

## Répartition
On le trouve dans les forêts alluviales de Malaisie, Sumatra et Borneo (Sarawak, Brunei, Sabah, Central et East-Kalimantan), aux altitudes inférieures à 600 m.

## Description
Cet arbre tropical peut atteindre 50 m de hauteur. Ses fleurs mesurent 20 mm, sont jaunes et disposées en panicules.

## Dénominations
Son nom commun en Malaisie est Meranti, et en anglais White meranti.

## Systématique
Le nom correct complet (avec auteur) de ce taxon est Anthoshorea bracteolata (Dyer) P.S.Ashton & J.Heck. (d).
L'espèce a été initialement classée dans le genre Shorea sous le basionyme Shorea bracteolata Dyer.
Anthoshorea bracteolata a pour synonymes :
- Shorea bracteolata Dyer
- Shorea foveolata Scort.
- Shorea foveolata Scort. ex Foxw.